# Magnolia striatifolia
Magnolia striatifolia är en magnoliaväxtart som beskrevs av Elbert Luther Little. Magnolia striatifolia ingår i släktet Magnolia och familjen magnoliaväxter. Inga underarter finns listade i Catalogue of Life.